# Plug-in Development Environment
Plug-in Development Environment (PDE) — суб-проект Eclipse, инструмент для разработки, отладки, тестирования и установки
eclipse-плагинов, апдейтов, RCP-программ, etc.
PDE сам является плагином и входит в состав Eclipse SDK:
- Eclipse Platform
- JDT
- PDE

Описание модуля задается в файле-дескрипторе (XML plug-in descriptor).
Подключение — к специальными точками расширения (extension points).
Plug-in-модуль может объявить собственные (новые) точки расширения.